# St. Mariä Himmelfahrt (Disternich)
Koordinaten: 50° 44′ 26,8″ N, 6° 40′ 0,1″ O
Die Kirche St. Mariä Himmelfahrt ist die römisch-katholische Filialkirche des Ortsteils Disternich der Gemeinde Vettweiß im Kreis Düren (Nordrhein-Westfalen). 
Die Kirche ist unter Nummer Dis-3 in die Denkmalliste der Gemeinde Vettweiß eingetragen.

## Geschichte
Eine Kirche in Disternich ist bereits für das Jahr 1147 belegt. Von dieser Kirche sind jedoch keine Spuren mehr vorzufinden. 
Die heutige Disternicher Kirche ist im 18. Jahrhundert im Baustil des Barock errichtet worden. Das Gotteshaus ist ein einschiffiger Saalbau mit dreiseitig geschlossenem Chor aus dem Jahr 1724 und geostetem Glockenturm im Osten aus dem Jahr 1649. Im Westen ist an das Kirchenschiff eine kleine Vorhalle angebaut.
Seit 2010 ist St. Mariä Himmelfahrt in Disternich keine eigenständige Pfarrgemeinde mehr. Sie wurde mit den ehemaligen Pfarreien St. Gereon (Vettweiß), St. Michael (Kelz), St. Antonius (Ginnick), St. Gangolf (Soller), St. Jakobus der Ältere (Jakobwüllesheim), St. Johann Baptist (Sievernich), St. Amandus (Müddersheim), St. Martin (Froitzheim) und St. Petrus (Gladbach) zur Pfarre St. Marien, Vettweiß fusioniert.

## Ausstattung
In der Kirche befinden sich ein barocker Hochaltar sowie zwei barocke Nebenaltäre und ein ebenfalls barocker Beichtstuhl. Ein Nebenaltar lässt sich mit wenigen Handgriffen zur Kanzel umbauen. Die Fenster der Kirche sind einfache Werkstattentwürfe aus der Nachkriegszeit und die Kirchbänke sind vermutlich um 1900 geschaffen worden.

### Orgel
Die Orgel ist ein Werk des Bonner Orgelbauers Johannes Klais aus dem Jahr 1887 (Opus MV 14). Sie besitzt eine vollmechanische Schleiflade und wurde 1998 von der Erbauerfirma restauriert. Die Disposition lautet wie folgt:
| I Hauptwerk C–f3 |           |       |
| 1.               | Bordun    | 16′   |
| 2.               | Principal | 8′    |
| 3.               | Flaut     | 8′    |
| 4.               | Gamba     | 8′    |
| 5.               | Octave    | 4′    |
| 6.               | Quinte    | 2 ⁄3′ |
| 7.               | Trompete  | 8′    |

| II Nebenwerk C–f3 |            |    |
| 8.                | Bordun     | 8′ |
| 9.                | Salicional | 8′ |
| 10.               | Flaut      | 4′ |

| Pedal C–d1 |           |     |
| 11.        | Subbass   | 16′ |
| 12.        | Octavbass | 8′  |

- Koppeln: II/I (Zug), I/P (Zug)[7]